# Präsentationsprogramm

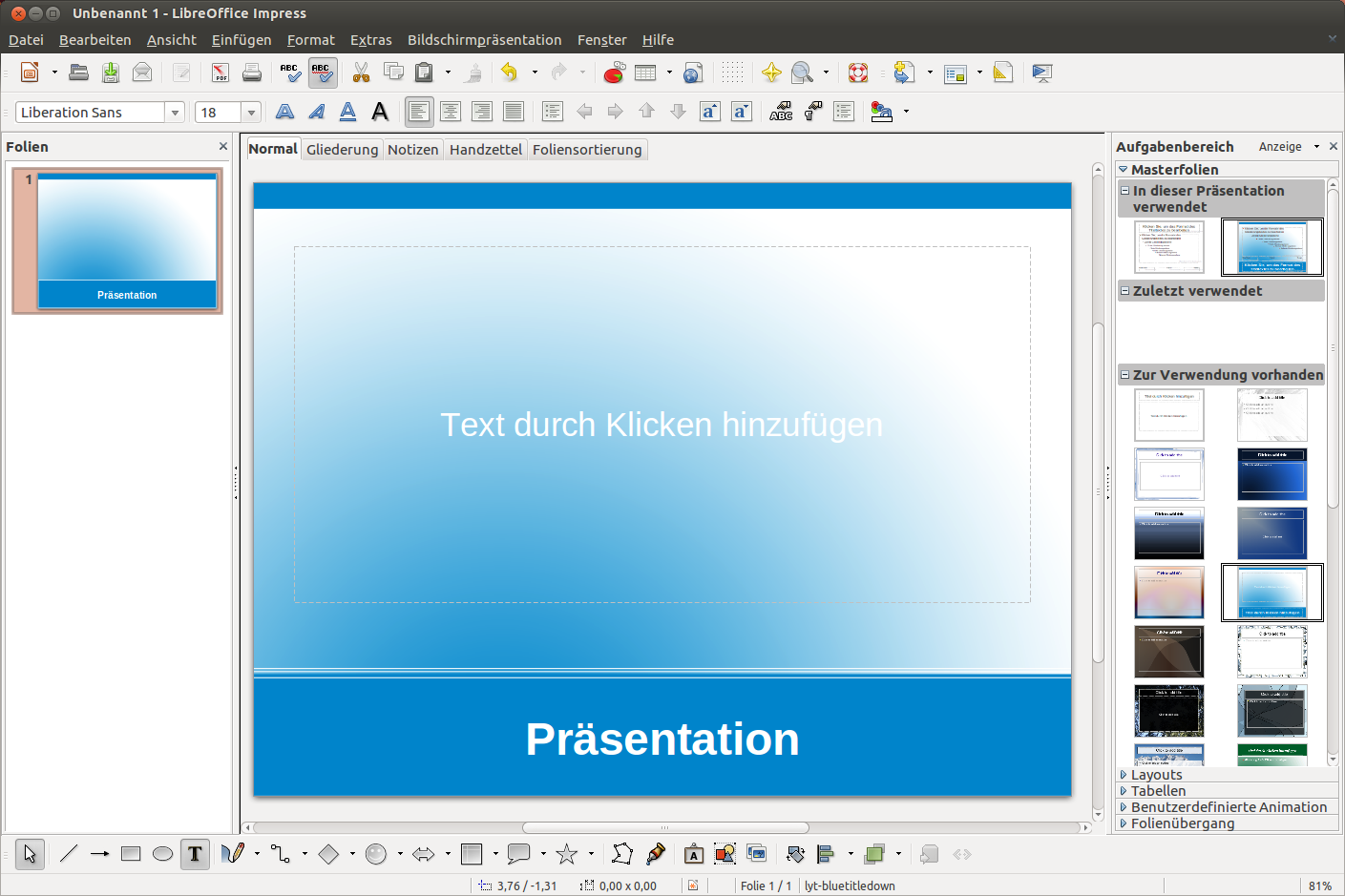
Impress, ein freies Präsentationsprogramm, Teil der Büroanwendungspakete LibreOffice, OpenOffice.org und StarOffice (Screenshot: LibreOffice 3.5.3 Impress unter Ubuntu 12.04)

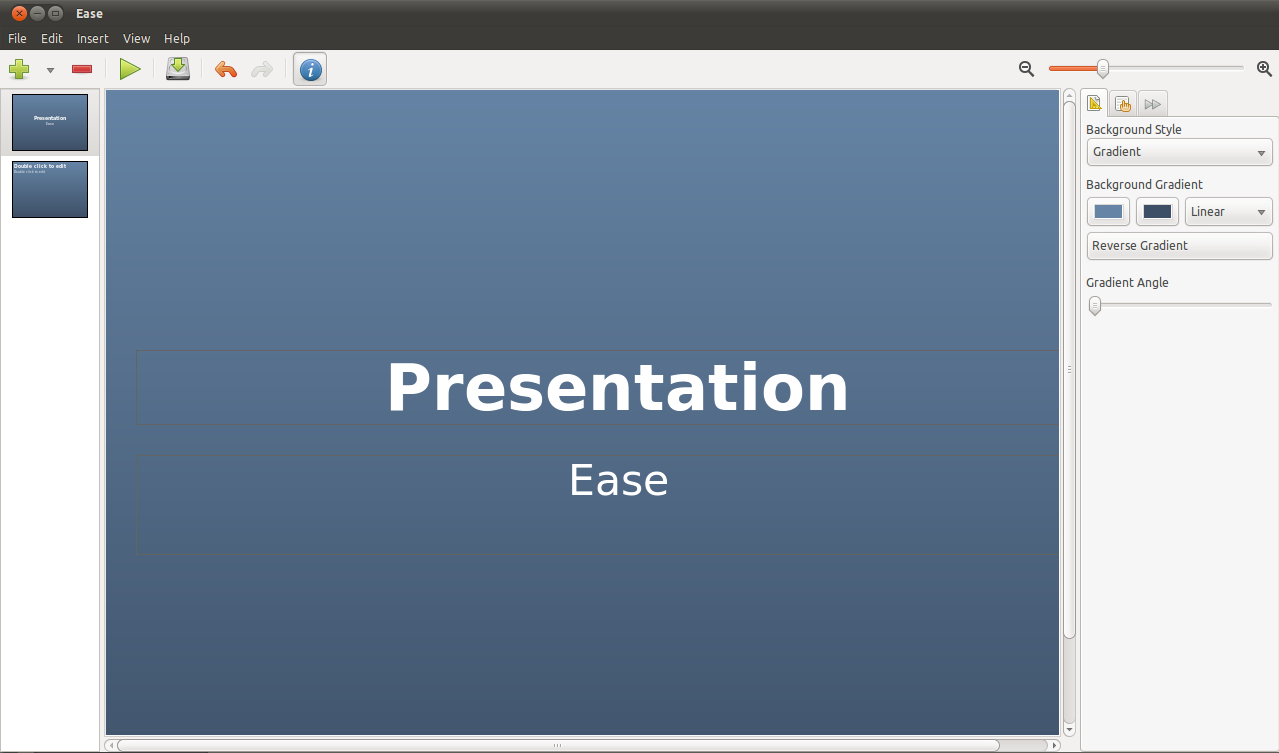
Ease, ein freies Präsentationsprogramm, Teil von Gnome

Ein Präsentationsprogramm ist ein Computerprogramm, das die Erarbeitung und Präsentation eines Vortrages oder Referates mit Bildern unterstützt. Die einzelnen Abschnitte der Präsentationsdatei werden umgangssprachlich auch als „Folien“ bezeichnet, in Anlehnung an traditionelle Overheadprojektoren.

## Geschichte
Früher wurden Schulwandkarten und Schulwandbilder verwendet, später auch Rollbilder mit Grafiken für verschiedene Unterrichtsfächer.
In den 1960er Jahren folgten Diapositive, die mit einem Diaprojektor auf einer Leinwand gezeigt wurden, später auch Schulfilme. Im universitären Bereich wurden mit dem Auflichtprojektor Buchseiten und Bilder auf die Leinwand projiziert.
Um 1970 wurden Zeichnungen und Texte mit farbigen Filzstiften auf durchsichtige Overheadfolien geschrieben und mit einem Tageslichtprojektor auf die Leinwand projiziert.

## Anwendung
In der Anwendung sind Präsentationsprogramme vergleichbar mit klassischen Grafikprogrammen oder Textverarbeitungsprogrammen. So können ebenfalls neben Text erläuternde Bilder, Grafiken, Diagramme, Tabellen, Video- und Tondateien eingebunden werden. Präsentationsprogramme bieten dabei zusätzlich die Möglichkeit, die einzelnen Seiten bzw. Folien hochgradig zu individualisieren. So lassen sich etwa, neben der Anpassung der Texte selbst, die Folien-Hintergründe farblich verändern und mit Mustern versehen. Typisch ist auch die Verwendung von Animationen. Diese erlauben es, sowohl die Übergänge zwischen den Folien zu gestalten, als auch die Inhalte der Folien selbst und werden zur Strukturierung des Vortrages und zur Erhöhung der Aufmerksamkeit des Publikums genutzt. Die Bandbreite reicht von vergleichsweise simplen Effekten, wie dem langsamen aufscheinen/verblassen von Textelementen, mit meist vom jeweiligen Programm vorgegebenen Animationen aufzuwerten. Die meisten Programme bieten dabei eine Auswahl an vorgefertigten Mustern, genannt „Layouts“, an.
Präsentationen stellen ein eigenes Dateiformat dar, wobei Programme verschiedener Hersteller nicht immer voll kompatibel zueinander sind, da oft proprietär. In den letzten Jahren setzte auf Druck verschiedener, nationaler Regulierungsbehörden allerdings eine Öffnung hin zu genormten Formaten ein (vgl.: Dateiformate in Microsoft PowerPoint).
Die Darstellung bzw. Vorführung der Präsentation erfolgt über einen externen Monitor oder über einen Videoprojektor via Leinwand. Der Vortragende steuert das Präsentationsprogramm dabei entweder über die Eingabegeräte des PCs (Maus+Tastatur) oder, weit häufiger, mit einer speziellen Fernbedienung (Presenter). Letzteres ermöglicht ein dynamischeres Vortragen im Stehen und z. B. auf Bühnen, da die Nutzung der PC-Peripherie ab Start der Präsentation entfällt.

## Zooming Presentation
Als Alternative zu auf Folien basierten Präsentationstechniken gibt es eine auf Zoomable User Interfaces basierte Technik, bei der die zu präsentierenden Bereiche nach Bedarf vergrößert werden können. Der Benutzer fertigt dabei die Inhalte an und legt einen Abfolgeweg und die passende Vergrößerungsstufe für das jeweils in dem Moment zu Zeigende an. Bei der Präsentation wird diesem Weg gefolgt und an jedem Halteschritt nur einen Teil des gesamten Inhaltes gezeigt. Nachdem der Benutzer den nächsten Schritt angewählt hat, wird zum nächsten Haltepunkt und Zoomstufe durch eine fließende Animation geführt. Ein Beispiel dafür ist Prezi.

## Präsentationen auf 3D-Basis
Bei einer weiteren Alternative namens „Showroom“ basiert die Präsentation auf einer 3D-Grafikengine (Falo3D), sodass der Anwender den Präsentationsinhalt dreidimensional interaktiv erleben kann. Das Tool kann z. B. für Produktpräsentationen und interaktive Infografiken genutzt werden. Für interessante Details können individuelle Kamerapositionen festgelegt werden, zwischen denen automatische Kamerafahrten definiert werden können. Alternativ kann der Anwender sich frei im Raum bewegen und die Präsentation interaktiv nutzen. Konfigurierbare Körper-Animationen sowie weitere Multimediafunktionen können z. B. für Produktsimulationen Anwendung finden.

## Übersicht von Präsentationsprogrammen
Die folgende Tabelle zeigt eine Auswahl von wichtigen Präsentationsprogrammen.
| Name                      | Entwickler                                 | Betriebssysteme                                                                                                   | Programmiersprachen | Erscheinungsjahr | Lizenzen                                                      |
| ------------------------- | ------------------------------------------ | --- | ------------------- | ---------------- | ------------------------------------------------------------- |
| Beamer (LaTeX)            | Till Tantau, Joseph Wright, Vedran Miletić | GNU/Linux und andere unixoide Systeme, Windows                                                                    |                     | 2003             | LaTeX Project Public License, GNU General Public License      |
| Calligra Stage            | KDE                                        | Linux, Unix, Windows                                                                                              |                     | 2000             | GNU Lesser General Public License                             |
| Collabora Online          | Collabora                                  | Windows, macOS, Linux, Android, ChromeOS, iOS, iPadOS                                                             | C++, JavaScript     | 2016             | Mozilla Public License                                        |
| Corel Presentations       | Corel Corporation                          | Windows |                     | 1996             | Proprietär                                                    |
| Google Präsentationen     | Google Inc.                                | Google Chrome, Android, iOS, Webanwendung                                                                         | JavaScript, Java    | 2006             | Freeware                                                      |
| Hollywood                 | Andreas Falkenhahn                         | AmigaOS, MorphOS, WarpOS, AROS, Windows, macOS, Linux, Android, iOS                                               |                     | 2002             | Proprietär                                                    |
| Keynote                   | Apple                                      | macOS, iOS, iPadOS                                                                                                |                     | 2003             | Proprietär                                                    |
| KOffice                   | KDE                                        | Linux, Unix, Windows                                                                                              | C++                 | 2000             | GNU Lesser General Public License, GNU General Public License |
| LibreOffice Impress       | The Document Foundation                    | Linux, Windows, macOS, Berkeley Software Distribution, Android, iOS, Haiku                                        | C++, Java           | 2011             | Mozilla Public License, GNU General Public License            |
| Lotus Freelance Graphics  | Lotus Software                             | OS/2, Windows |                     | 1990             | Proprietär                                                    |
| IBM Lotus Symphony        | IBM                                        | Windows, Linux, macOS                                                                                             | C++                 | 2007             | Freeware                                                      |
| Microsoft PowerPoint      | Microsoft                                  | Windows, macOS, iOS, Android, Windows Phone                                                                       |                     | 1990             | Proprietär                                                    |
| Office Sway               | Microsoft                                  | Windows, iOS |                     | 2014             | Proprietär                                                    |
| Apache OpenOffice Impress | Apache Software Foundation                 | Windows, macOS, GNU/Linux, Solaris, FreeBSD und andere Unix-Varianten, über Drittanbieter eComStation und Android | C++, Java           | 2002             | Apache-Lizenz                                                 |
| OpenSlides                | OpenSlides Team                            | GNU/Linux, macOS, Windows                                                                                         | Python, JavaScript  | 2011             | MIT-Lizenz                                                    |
| SoftMaker Presentations   | Softmaker                                  | Windows, macOS, Linux, Android                                                                                    |                     | 2007             | Proprietär                                                    |
| Ventuz                    | Ventuz Technology AG                       | Windows |                     |                  | verschiedene Lizenzmodelle                                    |

### Liedpräsentation (speziell)
- BeamerExpress (Windows)
- e7impress (Windows)
- Foilpresenter (Windows/Mac OS/Linux)
- Lyricue (Linux)
- OpenLP (Windows/Mac OS/Linux)
- OpenSong (Windows/Mac OS/Linux)
- Partout Presenter (Windows)
- Powerpraise (Windows)
- Praisebox (Windows)
- SongBeamer (Windows)
- WorshipDatenbank (Windows)

### Präsentationsverwaltung/tausch
- SlideShare (Onlinedienst)

### Multimediaschauen
Dabei werden Standbilder oder Filme mit Videoprojektoren projiziert und mit Sprach- oder Musikuntermalung mit einfachen Lautsprechern oder Surround-Systemen zu beeindruckenden Multimedia-Audiovisions-Präsentationen kombiniert.
Die Schauen laufen üblicherweise vollautomatisiert, mit oder ohne Präsentator. Verschiedene Überblendtechniken und Zooms erlauben, vorprogrammiert (allenfalls bildoptimierte) Rohdaten zu kombinieren. Beispielsweise wird die Anpassung der Bildauflösung an die Pixelauflösung des Beamers auch bei Zooms ins Bild in Echtzeit ermöglicht, wodurch die Portierung eines Vortrags an geänderte Präsentations-Hardware einfacher gelingt. Mitunter werden auch Spezialeffekte (beispielsweise Projektion auf eine Wasserwand, 360°-Projektionen, 3D-Bilder oder -Filme, 4D-, 5D- und XD-Filme, bewegte Sitze oder Geruchskino) eingesetzt und damit gesteuert. Siehe dazu auch Multimedia Center.
Beispiele von Software:
- Wings Platinum von AV Stumpfl (siehe dazu auch High Definition Audio Vision),
- m.objects (Software) von m.objects e.K.
- Magix Video deluxe von Magix Software
- Kodi
- Siehe auch Bildershow-Programme